# فينو مادهاف
فينو مادهاف (بالتيلوغوية: వేణుమాధవ్)‏ هو ممثل هندي، ولد في 30 ديسمبر 1968 في الهند، وتوفي في 25 سبتمبر 2019.

## وفاته
توفي في 25 سبتمبر 2019 في مستشفيات ياشودا، سكندر أباد، حيدر أباد بسبب مضاعفات في الكبد والكلى.

## وصلات خارجية
- فينو مادهاف على موقع IMDb (الإنجليزية)
- فينو مادهاف على موقع ميوزك برينز (الإنجليزية)
- فينو مادهاف على موقع قاعدة بيانات الفيلم (الإنجليزية)